# Marionnettes des Champs-Élysées

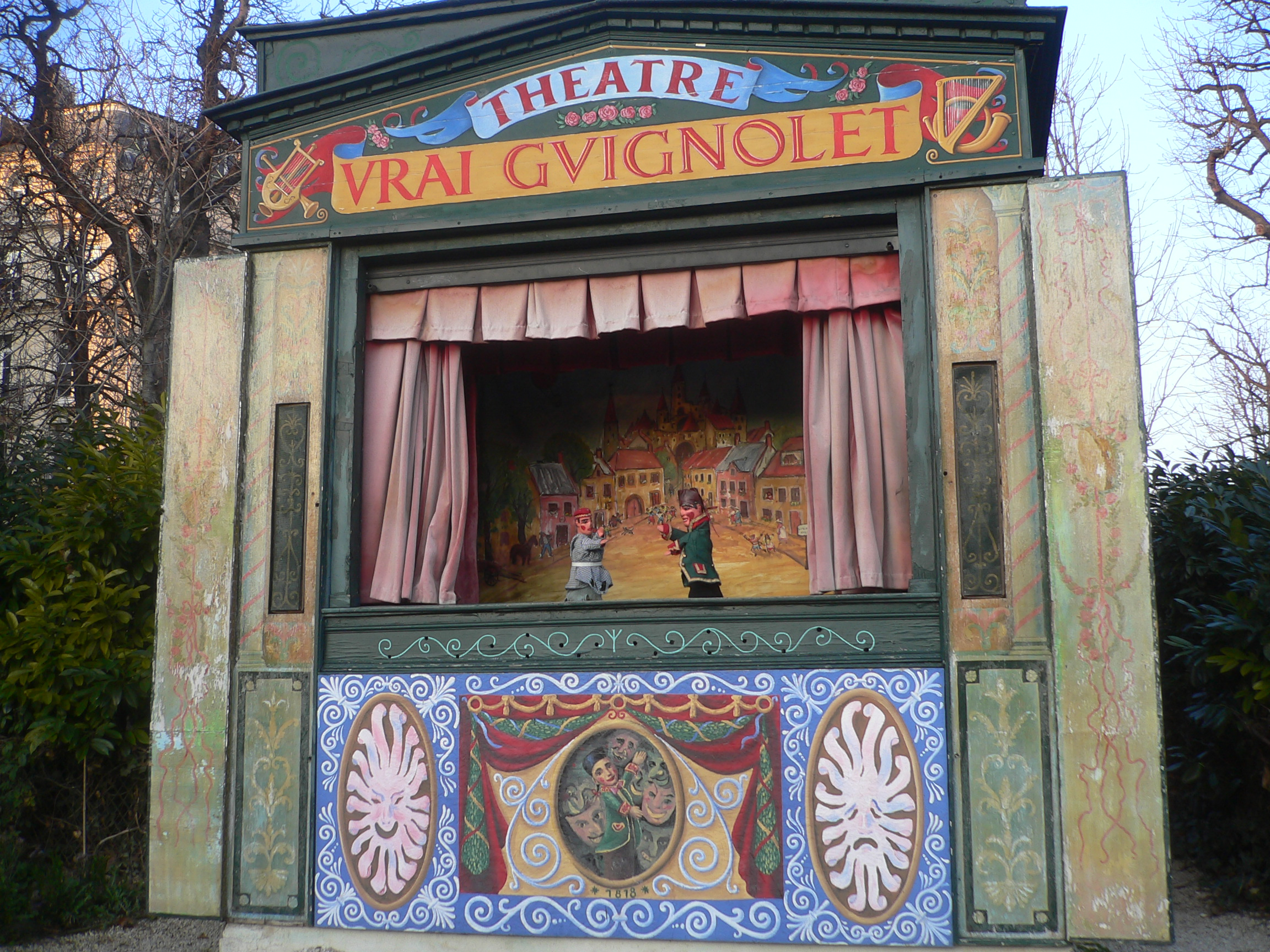
Le vrai Guignolet.

Les Marionnettes des Champs-Élysées se trouvent au rond-point des Champs-Élysées (Paris), avec un castelet fixe.
Depuis l’origine en 1818, de génération en génération, le théâtre Guignol, stable et itinérant, est resté au sein de la famille Guentleur. Le bicentenaire a été célébré en 2018 et a donné lieu à l'émission d'un bloc-feuillet de 2 timbres-poste. De 1979 à 2019, José-Luis Gonzalez en assurait la direction. Depuis, le théâtre est à l'arrêt, mais cinq autres théâtres Guignol fonctionnent encore à Paris en 2025. 
La marionnette de Guignol porte une redingote verte à parements rouges, qui la distingue de celle du Guignol lyonnais, vêtue de brun.
Le castelet des Champs-Élysées apparaît vers la fin du film Charade, quand les personnages de Audrey Hepburn et Cary Grant se sont donné rendez-vous au Guignol, et également dans une scène du film La Grande Vadrouille (1966).